# Bedaro Rampak
Bedaro Rampak is een bestuurslaag in het regentschap Tebo van de provincie Jambi, Indonesië. Bedaro Rampak telt 2603 inwoners (volkstelling 2010).